# Kabinet-Kreisky I
De Oostenrijkse Bondsregering-Kreisky I regeerde van 21 april 1970 tot 4 november 1971 en was een minderheidskabinet dat (bijna geheel) bestond uit ministers van de Sozialistische Partei Österreichs (SPÖ). Bondskanselier was Bruno Kreisky.
Vanwege haar status als minderheidskabinet was de bondsregering afhankelijk van de steun van de Freiheitliche Partei Österreichs (FPÖ). In ruil voor gedoogsteun kwam er een hervorming van de kieswet die het voor kleinere partij (lees: FPÖ) gemakkelijk maakte om zetels te veroveren in de Nationale Raad. Na de hervorming van de kieswet werden er in 1971 nieuwe parlementsverkiezingen gehouden die de SPÖ een absolute meerderheid in het parlement bezorgden.
Het kabinet had te maken met een groot schandaal: na vier weken stelde minister van Land- en Bosbouw Johann Öllinger zijn portefeuille ter beschikking. Hij trad zogenaamd "vrijwillig en om gezondheidsredenen" af. In werkelijkheid was hij ontmaskerd als een voormalige SS-Untersturmführer.
| Bondsminister                                                              | Ambtsdrager | Partij         | Staatssecretaris                            |
| -------------------------------------------------------------------------- | --- | -------------- | ------------------------------------------- |
| Bondskanselier                                                             | Bruno Kreisky                                                                                                  | SPÖ            | Ernst Eugen Veselsky (SPÖ)                  |
| Minister zonder Portefeuille in het Bondskanseliersambt (tot 26 juli 1970) | Hertha Firnberg                                                                                                | SPÖ            |                                             |
| Vicekanselier en Bondsminister voor Sociale Zekerheid                      | Rudolf Häuser                                                                                                  | SPÖ            | Gertrude Wondrack (SPÖ, tot 31 juli 1971 †) |
| Buitenlandse Zaken                                                         | Rudolf Kirchschläger                                                                                           | partijloos     |                                             |
| Binnenlandse Zaken                                                         | Otto Rösch | SPÖ            |                                             |
| Onderwijs, v.a. 24. juli 1970: bondsminister voor Onderwijs en Kunst       | Leopold Gratz                                                                                                  | SPÖ            |                                             |
| Justitie                                                                   | Christian Broda                                                                                                | SPÖ            |                                             |
| Financiën                                                                  | Hannes Androsch                                                                                                | SPÖ            |                                             |
| Land- en Bosbouw                                                           | Johann Öllinger (tot 22 mei 1970) Oskar Weihs                                                                  | SPÖ            |                                             |
| Handel, Nijverheid en Industrie                                            | Josef Staribacher                                                                                              | SPÖ            |                                             |
| Verkeer en Staatsbedrijven, v.a. 24. juli 1970: Bondsminister voor Verkeer | Erwin Frühbauer                                                                                                | SPÖ            |                                             |
| Landsverdediging                                                           | Johann Freihsler (tot 4 februari 1971) Karl Lütgendorf (v.a. 8 februari 1971, in de tussentijd: Bruno Kreisky) | SPÖ partijloos |                                             |
| Bouw en Techniek                                                           | Josef Moser | SPÖ            |                                             |
| Wetenschap en Onderzoek (opgericht op 24 juli 1970)                        | Hertha Firnberg (v.a. 26 juli 1970)                                                                            | SPÖ            |                                             |

Renner · Figl I · Figl II · Figl III · Raab I · Raab II · Raab III · Raab IV · Gorbach I · Gorbach II · Klaus I · Klaus II · Kreisky I · Kreisky II · Kreisky III · Kreisky IV · Sinowatz · Vranitzky I · Vranitzky I · Vranitzky III · Vranitzky IV · Vranitzky V · Klima · Schüssel I · Schüssel II · Gusenbauer · Faymann I · Faymann II · Kern · Kurz I · Bierlein · Kurz II · Schallenberg · Nehammer · Stocker